# Бульдин Кость Петрович
Бульдин Кость Петрович (нар. 2 червня 1897 — вересень 1966, Буенос-Айрес) — український різьбляр, скульптор і маляр. Автор численних скульптур, що оздоблюють будівлі й майдани Києва, Харкова, Одеси, Дніпра та інших міст.

## Біографія
Народився 2 червня 1897 року.
Закінчив навчання в Київському художньому інституті.
Один із засновників видавництва «Мистецтво»? був його редактором. У 1932—1933 роках виконав конкурсний проєкт пам'ятника Т. Шевченку у Харкові — Дараганом і Дмитром Романовичем Торубаровим, за що отримав першу нагороду, але виконання пам'ятника разом із підписом радянська влада передала ленінградцеві Матвію Манізеру
1933 року брав участь в закритому всесоюзному конкурсі на проєкт пам'ятника Леніну у Дніпропетровську. У 1934 році прислав конкурсний проєкт, виконаний разом з А. Дараганом та Р. Кліксом.
1935 року разом з О. Волькензоном, А. Дараганом та Я. Ражбою виконали конкурсний проєкт обеліска «В пам'ять звільнення Києва від поляків».
В 1937 році у співавторстві з Дагараном та Я. С. Ражбою виконав барельєфи «Вихідний день» — для зали Робочого театру (Дніпропетровськ).
1942 року завідував галереєю картин Т. Г. Шевченка у окупованому Харкові. З 1943-го року у окупованому нацистами Львові викладав в Львівській художньо-промисловій школі — разом із Миколою Жеваго, Миколою Бутовичем, Михайлом Козиком та Іваном Северою.
В 1944—1945 роках емігрував до Австрії, звідти — в Аргентину, де брав участь в українському мистецькому житті·
1950 року керував оформленням економічної виставки в Авельянеді (Аргентина). Також виконав проєкт комплексу «Республіка дітей» в Буенос-Айресі.
Разом з митцем Андрієм Дараганом є автором пам'ятника Шевченкові у Вінніпезі
Залишив збірку репродукцій багатьох музейних цінностей України. В літературі виступав під псевдонімом В. Коб.
Помер у вересні 1966 року в Буенос-Айресі після довгої недуги.